# Bahnstrecke Leipzig–Geithain
| Ausschnitt aus der Streckenkarte Sachsens 1902 |                                                           |                                                                                                |                                                                                                |
| Streckennummer: | 6366; sä. LG                                              |                                                                                                |                                                                                                |
| Kursbuchstrecke (DB): | 525                                                       |                                                                                                |                                                                                                |
| Kursbuchstrecke: | 147 (1934) 170 (1946) 430 (1968, Leipzig–Karl-Marx-Stadt) |                                                                                                |                                                                                                |
| Streckenlänge: | 44,007 km                                                 |                                                                                                |                                                                                                |
| Spurweite: | 1435 mm (Normalspur)                                      |                                                                                                |                                                                                                |
| Streckenklasse: | CM4                                                       |                                                                                                |                                                                                                |
| Maximale Neigung: | 10,5 ‰                                                    |                                                                                                |                                                                                                |
| Minimaler Radius: | 300 m                                                     |                                                                                                |                                                                                                |
| Streckengeschwindigkeit: | 160 km/h                                                  |                                                                                                |                                                                                                |
| Zweigleisigkeit: | Le-Paunsdorf–Leipzig Werkstättenstraße                    |                                                                                                |                                                                                                |
| |                                                           |                                                                                                |                                                                                                |
| \| \| −0,027 \| Leipzig Hbf \| 122 m \| \| \| \| \| \| \| \| \| nach Dresden-Neustadt, nach Eilenburg, nach Trebnitz, nach Magdeburg Hbf und nach Großkorbetha \| \| \| \| \| \| \| \| \| 1,790 \| Leipzig-Volkmarsdorf \| 125 m \| \| \| \| Leipzig-Connewitz–Leipzig Hbf \| \| \| \| \| Leipzig Eilenburger Bf–Eilenburg \| \| \| \| \| Engelsdorf–Leipzig-Wahren \| \| \| \| 4,692 \| Leipzig-Paunsdorf \| 130 m \| \| \| \| Gleis 5 zur Kurzverbindung Richtung Dresden \| \| \| \| 4,900 \| Bahnhof Leipzig-Engelsdorf (Westberg) \| Bahnhof Leipzig-Engelsdorf (Westberg) \| \| \| 5,850 \| Leipzig Werkstättenstraße \| 128 m \| \| \| 6,150 \| Leipzig-Engelsdorf Stw 4 \| Leipzig-Engelsdorf Stw 4 \| \| \| \| Geithainer Straße \| \| \| \| \| von Leipzig-Engelsdorf Stw 1 (Einfahrgleis) \| \| \| \| \| von Leipzig-Engelsdorf Stw 8 (Ausfahrgleis) \| \| \| \| 7,643 \| Leipzig-Mölkau \| 133 m \| \| \| 9,729 \| Leipzig-Holzhausen (ehem. Bf) \| 140 m \| \| \| 12,362 \| Leipzig-Liebertwolkwitz \| 145 m \| \| \| \| Bundesautobahn 38 \| \| \| \| 14,657 \| Großpösna \| 152 m \| \| \| 16,265 \| Oberholz (ehem. Bf) \| 157 m \| \| \| 19,942 \| Belgershain \| 155 m \| \| \| 25,637 \| Otterwisch (ehem. Bf) \| 160 m \| \| \| 28,658 \| Lauterbach-Steinbach \| 170 m \| \| \| \| Staatsstraße 11 \| \| \| \| \| Borna–Großenbothen \| \| \| \| \| von Borna (b Leipzig) \| \| \| \| 32,696 \| Bad Lausick \| 169 m \| \| \| \| nach Großbothen \| \| \| \| 37,374 \| Hopfgarten (Sachs) \| 193 m \| \| \| 39,630 \| Tautenhain \| 202 m \| \| \| \| von Neukieritzsch \| \| \| \| 44,022 \| Geithain \| 238 m \| \| \| \| nach Chemnitz Hbf \| \| \| \| \| \| \| \| Quellen: [1][2] \| \| \| \| |                                                           |                                                                                                |                                                                                                |
| Kopfbahnhof Streckenanfang | −0,027                                                    | Leipzig Hbf                                                                                    | 122 m                                                                                          |
| |                                                           |                                                                                                |                                                                                                |
| Abzweig geradeaus und nach links |                                                           | nach Dresden-Neustadt, nach Eilenburg, nach Trebnitz, nach Magdeburg Hbf und nach Großkorbetha | nach Dresden-Neustadt, nach Eilenburg, nach Trebnitz, nach Magdeburg Hbf und nach Großkorbetha |
| |                                                           |                                                                                                |                                                                                                |
| ehemaliger Haltepunkt / Haltestelle | 1,790                                                     | Leipzig-Volkmarsdorf                                                                           | 125 m                                                                                          |
| Kreuzung geradeaus unten (Querstrecke außer Betrieb) |                                                           | Leipzig-Connewitz–Leipzig Hbf                                                                  | Leipzig-Connewitz–Leipzig Hbf                                                                  |
| Kreuzung geradeaus unten |                                                           | Leipzig Eilenburger Bf–Eilenburg                                                               | Leipzig Eilenburger Bf–Eilenburg                                                               |
| Kreuzung geradeaus unten |                                                           | Engelsdorf–Leipzig-Wahren                                                                      | Engelsdorf–Leipzig-Wahren                                                                      |
| Haltepunkt / Haltestelle | 4,692                                                     | Leipzig-Paunsdorf                                                                              | 130 m                                                                                          |
| Abzweig geradeaus und ehemals nach links |                                                           | Gleis 5 zur Kurzverbindung Richtung Dresden                                                    | Gleis 5 zur Kurzverbindung Richtung Dresden                                                    |
| Kreuzung geradeaus unten | 4,900                                                     | Bahnhof Leipzig-Engelsdorf (Westberg)                                                          | Bahnhof Leipzig-Engelsdorf (Westberg)                                                          |
| Haltepunkt / Haltestelle | 5,850                                                     | Leipzig Werkstättenstraße                                                                      | 128 m                                                                                          |
| ehemalige Blockstelle | 6,150                                                     | Leipzig-Engelsdorf Stw 4                                                                       | Leipzig-Engelsdorf Stw 4                                                                       |
| Strecke mit Straßenbrücke |                                                           | Geithainer Straße                                                                              | Geithainer Straße                                                                              |
| Abzweig geradeaus und ehemals von rechts |                                                           | von Leipzig-Engelsdorf Stw 1 (Einfahrgleis)                                                    | von Leipzig-Engelsdorf Stw 1 (Einfahrgleis)                                                    |
| Abzweig geradeaus und ehemals von links |                                                           | von Leipzig-Engelsdorf Stw 8 (Ausfahrgleis)                                                    | von Leipzig-Engelsdorf Stw 8 (Ausfahrgleis)                                                    |
| Haltepunkt / Haltestelle | 7,643                                                     | Leipzig-Mölkau                                                                                 | 133 m                                                                                          |
| Haltepunkt / Haltestelle | 9,729                                                     | Leipzig-Holzhausen (ehem. Bf)                                                                  | 140 m                                                                                          |
| Bahnhof | 12,362                                                    | Leipzig-Liebertwolkwitz                                                                        | 145 m                                                                                          |
| Brücke |                                                           | Bundesautobahn 38                                                                              | Bundesautobahn 38                                                                              |
| Haltepunkt / Haltestelle | 14,657                                                    | Großpösna                                                                                      | 152 m                                                                                          |
| Haltepunkt / Haltestelle | 16,265                                                    | Oberholz (ehem. Bf)                                                                            | 157 m                                                                                          |
| Bahnhof | 19,942                                                    | Belgershain                                                                                    | 155 m                                                                                          |
| Haltepunkt / Haltestelle | 25,637                                                    | Otterwisch (ehem. Bf)                                                                          | 160 m                                                                                          |
| Haltepunkt / Haltestelle | 28,658                                                    | Lauterbach-Steinbach                                                                           | 170 m                                                                                          |
| Brücke |                                                           | Staatsstraße 11                                                                                | Staatsstraße 11                                                                                |
| Kreuzung geradeaus oben (Querstrecke außer Betrieb) |                                                           | Borna–Großenbothen                                                                             | Borna–Großenbothen                                                                             |
| Abzweig geradeaus und ehemals von links |                                                           | von Borna (b Leipzig)                                                                          | von Borna (b Leipzig)                                                                          |
| Bahnhof | 32,696                                                    | Bad Lausick                                                                                    | 169 m                                                                                          |
| Abzweig geradeaus und ehemals nach links |                                                           | nach Großbothen                                                                                | nach Großbothen                                                                                |
| Haltepunkt / Haltestelle | 37,374                                                    | Hopfgarten (Sachs)                                                                             | 193 m                                                                                          |
| Haltepunkt / Haltestelle | 39,630                                                    | Tautenhain                                                                                     | 202 m                                                                                          |
| Abzweig geradeaus und von rechts |                                                           | von Neukieritzsch                                                                              | von Neukieritzsch                                                                              |
| Bahnhof | 44,022                                                    | Geithain                                                                                       | 238 m                                                                                          |
| Strecke |                                                           | nach Chemnitz Hbf                                                                              | nach Chemnitz Hbf                                                                              |
| |                                                           |                                                                                                |                                                                                                |
| Quellen: |                                                           |                                                                                                |                                                                                                |

Die Bahnstrecke Leipzig–Geithain ist eine Hauptbahn in Sachsen. Sie verläuft von Leipzig über Bad Lausick nach Geithain. Sie ist Teil der Fernverbindung von Leipzig nach Chemnitz. Die Strecke ist nicht elektrifiziert und im Wesentlichen eingleisig. Nur noch zwischen den Überleitstellen Leipzig-Paunsdorf und Leipzig Werkstättenstraße befindet sich ein rund 900 m langer zweigleisiger Abschnitt.

## Geschichte

### Vorgeschichte und Bau
Leipzig besaß seit Ende der 1830er Jahre einen Bahnanschluss, Chemnitz erhielt Anfang der 1850er Jahre eine Bahnanbindung, für den Verkehr zwischen beiden Städten war aber noch ein großer Umweg über Riesa nötig. Deshalb bildeten sich noch in den 1850er Jahren erste Eisenbahnkomitees, die den Bau einer Strecke von Leipzig nach Chemnitz forderten. Neben dem industriereichen Muldental wollten auch weitere Städte wie Borna, Burgstädt, Lausigk und Limbach von der Strecke profitieren. Jedes Komitee präsentierte eine eigene Streckenführung, die den eigenen Ort möglichst stark bevorzugte. Als 1866 der Streckenabschnitt Borsdorf–Grimma der Bahnstrecke Borsdorf–Coswig eröffnet wurde, erschien eine Bahnverbindung im Raum südlich von Leipzig immer dringender, denn zahlreiche Betriebe verlagerten ihre Produktion an die neue Bahnstrecke. Auch wurde die Postkutsche Leipzig–Lausigk–Rochlitz aufgegeben. Deshalb forderte man nun umso vehementer eine Bahnstrecke Leipzig–Geithain–Chemnitz. Allerdings zeigte der sächsische Staat kaum Interesse an dieser neuen Bahnverbindung, die Stadt Borna baute daraufhin auf eigene Kosten eine kurze Stichbahn zur Bahnstrecke Leipzig–Hof. Diese Strecke wurde 1867 eröffnet. 1872 wurde die Strecke Kieritzsch–Borna bis Chemnitz verlängert, die bei der Projektierung der direkten Verbindung Leipzig–Chemnitz ebenfalls vorgeschlagenen Varianten einer Verbindung von Leipzig über Lausigk und/oder Grimma wurden nicht umgesetzt. Zusammen mit der von 1875 bis 1877 eröffneten Bahnstrecke Glauchau–Wurzen rückte ein Eisenbahnanschluss des Gebietes um Lausigk in weite Ferne.
Das Eisenbahnkomitee von Lausigk gab nicht auf und schickte weiter Eingaben an den sächsischen Landtag. Freilich fand das Vorhaben anfänglich wenig Beachtung. Einerseits existierten unzählige Eingaben aus ganz Sachsen, andererseits wirkte die Bahnverbindung nahe der bestehenden Strecken im eher landwirtschaftlich geprägten Gebiet um Lausigk nicht gewinnbringend. Auch die Ausführung als Schmalspurbahn wurde angedacht, aber vom betroffenen Gebiet und dem sächsischen Finanzminister Léonçe von Könneritz entschieden abgelehnt. Erst als Chemnitz und Leipzig die noch kürzere Verbindung zwischen beiden Städten unterstützten, erschien ein Bahnbau realistisch. Von der zweiten Kammer des Landtags wurde die Strecke 1883 genehmigt. Die erste Kammer versagte aber noch ihre Zustimmung. Erst nach einer Vermittlung wurde der Bahnbau am 20. März 1884 genehmigt.
Erste Vorarbeiten hatten noch vor dem endgültigen Beschluss zum Bahnbau begonnen. Der erste Spatenstich fand am 11. November 1885 in Liebertwolkwitz statt. Die Streckenführung durch ebenes Gelände bereitete beim Bau keine Probleme, südlich von Liebertwolkwitz waren allerdings mehrere sehr sumpfige Stellen zu durchqueren. Ausgeführt wurden die Tiefbauarbeiten vor allem von Böhmern und Polen, der Rest wurde von Italienern geleistet. Der langanhaltende Winter 1885/86 brachte die Arbeiten völlig zum Erliegen. Zudem wurden im Sommer 1886 bereits fertiggestellte Streckenabschnitte durch starken Regen wieder zerstört. Am 26. April 1887 fand die polizeiliche Abnahme der Strecke statt, bei der keine Baumängel festgestellt wurden. Die feierliche Streckeneröffnung fand unter großer Anteilnahme der Bevölkerung am 30. April 1887 statt. Bespannt war der Eröffnungszug mit einer Lok der Gattung IIIb. Der eigentliche Betrieb wurde am 2. Mai 1887 aufgenommen.
In Leipzig wurde die Strecke 1887 in den Dresdner Bahnhof eingebunden, der zu diesem Zweck erweitert worden war. Mit dem Umbau der Leipziger Bahnhofsanlagen wurde 1913 der Anfangspunkt der Strecke zum Hauptbahnhof verlegt. Dieses führte zu einer Streckenverlängerung um 270 Meter.

### Betrieb
Zunächst verkehrten täglich drei Zugpaare auf der Strecke, sonntags gab es ein viertes.
Auf allen Stationen wurden 1898 Bahnsteigsperren eingerichtet. Die Strecke entwickelte sich zunehmend zur Hauptverbindung zwischen Chemnitz und Leipzig, unter anderem weil sie rund 8 km kürzer als die Verbindung über Kieritzsch war. So konnte auch der stark befahrene Streckenabschnitt Leipzig–Altenburg der Bahnstrecke Leipzig–Hof entlastet werden. Zur Verbesserung des Reiseverkehrs wurde daher ab 1914 der Abschnitt Leipzig–Liebertwolkwitz zweigleisig ausgebaut. 1916 konnte der zweigleisige Betrieb eröffnet werden. Ein Aufbau des zweiten Streckengleises bis Belgershain war zwar 1920 schon für etwa 800 000 Mark genehmigt worden und auch bereits im Bau, wurde aber aufgrund einer neuen Kostenberechnung wieder abgebrochen.
Den Zweiten Weltkrieg überstand die Strecke weitgehend unbeschädigt. Nach dem Zweiten Weltkrieg war zunächst der Streckenabschnitt Liebertwolkwitz–Bad Lausick als Reparationsleistung vorgesehen. In Liebertwolkwitz hatten die Abbauarbeiten bereits begonnen, als kurzfristig die Bahnstrecke Borna–Großbothen anstelle des Abschnittes Liebertwolkwitz–Bad Lausick abgebaut wurde. Das zweite Streckengleis auf dem Abschnitt Engelsdorf Werkstätten–Liebertwolkwitz wurde 1946 ebenso abgebaut. Seit etwa 1970 wurden viele der mechanischen Vollschrankenanlagen, insbesondere die auf der freien Strecke, durch zugbediente Halbschranken- und Haltlichtanlagen ersetzt. Die letzte war der Posten 14 in Holzhausen. Diese Anlage ging im Januar 1991 in Betrieb. Die meisten Einfahrvor- und mehrere Einfahrsignale wurden in den 1980er Jahren durch Lichtvorsignale ersetzt. Der Oberbau bestand um 1990 durchgehend aus der Form K49 mit bis auf wenige Abschnitte lückenlos verschweißten Schienen auf Betonschwellen.
Neben einem Nahgüterzugpaar verkehrten in den 1980er Jahren Personen- und Eilzüge, letztere zwischen Leipzig und Karl-Marx-Stadt sowie einmal pro Tag bis und ab Cranzahl im Erzgebirge, zudem das Nachtschnellzugpaar D728/729 Karl-Marx-Stadt–Rostock und zurück.

### Nach 1990
Die über die beiden Endpunkte hinaus verkehrenden Fernverkehrszüge wurden Anfang der 1990er Jahre eingestellt. Dafür wurden zunächst die Eilzüge auf einen Zweistundentakt umgestellt und wenig später in „Regionalschnellbahn“ (RSB) umbenannt. Zusätzlich verkehrten sie seit der Anlieferung der modernisierten Halberstädter Mitteleinstiegswagen als Wendezüge und in der Folge mit Triebwagen der Baureihe 628.4. Zwischen Juni 2003 und Dezember 2004 erfolgte eine Modernisierung der Strecke Leipzig–Chemnitz über Bad Lausick zur Anhebung der Höchstgeschwindigkeit auf 160 km/h. Mehr als 100 Millionen Euro wurden hierfür investiert. Dabei entstand ein elektronisches Stellwerk der Bauform Alcatel in Geithain für den Abschnitt ab Mölkau, während der Streckenteil Leipzig-Dresdener Güterbahnhof bis Leipzig Werkstättenstraße in das elektronische Stellwerk Leipzig Ost einbezogen wurde. Es entfielen das zweite Gleis zwischen Leipzig Hbf und Leipzig-Paunsdorf bis auf einen Kreuzungsabschnitt im Bahnhof Leipzig-Dresdener Güterbahnhof, außerdem sämtliche Verbindungen zum Güterbahnhof Engelsdorf und alle sonstigen, vorher dem Güterverkehr dienenden Anlagen. Sämtliche Wegübergangssicherungsanlagen wurden durch solche der Bauform RBÜT ersetzt. Der Oberbau wurde bereits seit Mitte der 1990er Jahre abschnittsweise auf die Geschwindigkeitserhöhung vorbereitet. Abgängige Brücken wurden während der Vollsperrung ebenfalls ersetzt, wobei auf den bis dahin wieder einrichtbaren zweigleisigen Zustand zwischen Leipzig und Liebertwolkwitz keine Rücksicht genommen wurde. Der Fahrzeugeinsatz änderte sich in der Folge mehrfach, nachdem etwa 1999 die ersten Dieseltriebwagen der Baureihen 612 und 643 erschienen waren, wurde erstere Reihe ab Dezember 2004 für das Einhalten der Fahrzeiten der Regionalexpresszüge unverzichtbar. Nach nur elf Jahren wurden sie mit dem Übergang der Betriebsführung der RE auf die Mitteldeutsche Regiobahn wieder von Wendezügen abgelöst, die jedoch nur noch Geschwindigkeiten von 140 km/h erreichen und die Neigetechnikausrüstung der Strecke nicht nutzen können. Für die Regionalbahnen setzt DB Regio seit der Rückübernahme dieser Leistungen im Juni 2016 Dieseltriebwagen der Baureihe 641 ein. Zudem erfolgte durch den Aufgabenträger ZVNL nachträglich eine Erhöhung der bestellten Kilometerleistung, um Montag bis Freitag den Stundentakt von Bad Lausick bis Geithain zu verringern. Außerdem wurde ein zusätzlicher Triebwagen bestellt, damit beide Umläufe in der Hauptverkehrszeit in Doppeltraktion gefahren werden können.

### Zwischenfälle
In der Nacht zum 11. September 1995 fuhr ein Lkw mit auf einem Tiefladeauflieger verladenen Bagger die Staatsstraße 38 zwischen Großpösna und Liebertwolkwitz. Der Ausleger des Baggers war jedoch nicht vollständig in Transportstellung, er blieb deswegen im Überbau der Eisenbahnbrücke hängen, wurde vom Auflieger gerissen, verschob den Überbau aus seinen Lagern und beschädigte ihn. Nachdem die Brücke bereits durch einen ähnlichen Unfall ein halbes Jahr zuvor beschädigt worden war, wurde sie nun unreparierbar. Die Folge war eine Vollsperrung des Streckenabschnittes Liebertwolkwitz–Belgershain über fast ein Jahr. Die Eilzüge wurden über Borna umgeleitet, für die Personenzüge musste Schienenersatzverkehr eingerichtet werden. Der neue Brückenüberbau entstand wieder in Stahlbauweise ohne durchgehendes Schotterbett.
Am 8. Dezember 2009 entgleiste der in Fahrtrichtung hintere Triebwagen des Regional-Express RE 3729 gegen 9.30 Uhr auf der eingleisigen Strecke zwischen Bad Lausick und Geithain am Haltepunkt Hopfgarten. Teile der Antriebsausrüstung hatten sich nach einem Motorschaden ins Gleisbett gebohrt. Dabei geriet der Wagen in Schräglage und fing Feuer, das nach Bahnangaben jedoch schnell gelöscht werden konnte. Größere Teile des Motorblocks am vierten Triebwagen wurden aus der Verankerung gerissen.
Am 20. September 2011 rammte gegen 13.13 Uhr ein Regional-Express einen Pkw an einem Bahnübergang (Posten 31) im Bad Lausicker Ortsteil Lauterbach. Der erste Triebwagen des Vierwagenzuges der Baureihe 612 entgleiste, stürzte vom Bahndamm auf ein Feld und blieb auf der Seite liegen. Die weiteren Triebwagen entgleisten ebenfalls, kamen jedoch neben dem Gleis zum Stehen. Der gerammte Pkw hatte zuvor vorschriftsmäßig an der dortigen Halbschrankenanlage gewartet. Ein Kleintransporter fuhr mit offenbar hoher Geschwindigkeit auf den Pkw auf und schob diesen dadurch auf das Gleis. Der Fahrzeugführer konnte sich rechtzeitig aus dem Pkw retten.

## Ausblick
Nachdem zur Verbesserung der Eisenbahninfrastruktur zwischen Leipzig und Chemnitz in Jahren 2008 bis 2012 mehrfach ein Ausbau der Relation Leipzig–Neukieritzsch–Borna–Geithain–Chemnitz untersucht worden bzw. der Beginn einer Vorplanung für den Ausbau jener Strecke über Borna angekündigt worden war, unterzeichneten der Freistaat Sachsen und die Deutsche Bahn im Januar 2013 einen Vertrag zur vorlaufenden Variantenauswahl für den Ausbau und die Elektrifizierung der Strecke Chemnitz–Leipzig. Nunmehr sollte sowohl ein Ausbau über Bad Lausick als auch über Borna untersucht werden. Im Ergebnis der Voruntersuchung wurde die Streckenführung über Bad Lausick (und damit die Einbeziehung der Bahnstrecke Leipzig–Geithain) als Vorzugsvariante festgelegt. Als wesentliche Vorteile dieser Variante wurden eine realisierbare Reisezeit von 50 Minuten sowie fahrgastfreundliche Umsteigebeziehungen zu den Fernverkehrslinien im Leipziger Hauptbahnhof angegeben. Im Juli 2013 unterzeichneten der Freistaat Sachsen und die Deutsche Bahn eine Planungsvereinbarung für den weiteren Ausbau und die durchgängige Elektrifizierung der Eisenbahnstrecke Leipzig–Chemnitz. Der Freistaat Sachsen stellte hierfür Planungsmittel in Höhe von rund 2,4 Millionen Euro zur Verfügung. Die Vorplanung wurde im Sommer 2014 abgeschlossen und im August 2014 der Öffentlichkeit vorgestellt. Im Zuge der Strecke Leipzig–Geithain sind neben der Elektrifizierung demnach insbesondere die Wiederherstellung der Zweigleisigkeit auf dem Leipziger Stadtgebiet sowie zwischen Leipzig Werkstättenstraße und Liebertwolkwitz und ferner vier punktuelle Maßnahmen zur Erhöhung der Streckengeschwindigkeit vorgesehen. Dazu gehören auch eine Streckenverlegung nahe dem Haltepunkt Lauterbach-Steinbach und der damit einhergehende Ersatz des Bahnübergangs Posten 31 durch eine Straßenüberführung. Medienberichten zufolge ist eine Inbetriebnahme frühestens nach acht Jahren zu erwarten. Der Freistaat Sachsen beabsichtigt, die weiteren Planungen zeitnah zu beauftragen und diese anteilig zu finanzieren. Das Projekt wurde für den Bundesverkehrswegeplan 2030 angemeldet.
Im Juni 2018 gab Verkehrsminister Martin Dulig bekannt, dass der Bund die Strecke in den „vordringlichen Bedarf“ aufnimmt. Der Freistaat Sachsen sei zudem bereit, auch die Kosten für den „technischen Vorentwurf“ von rund zehn Millionen Euro zu übernehmen. Bis Ende 2020 wird die Vorplanung überarbeitet. Weil die Regionalexpresszüge künftig im Halbstundentakt verkehren sollen, ist zusätzlich ein zweigleisiger Ausbau des Abschnitts Liebertwolkwitz–Bad Lausick vorgesehen.
Im Juli 2024 wurde zwischen der Deutschen Bahn und dem Bund eine Finanzierungsvereinbarung unterzeichnet, womit die Planungen für den zweigleisigen Ausbau und die Elektrifizierung des Abschnitts zwischen Bad Lausick und Geithain aufgenommen werden können.
Ab 2023 sollten auf der Regionalexpress-Linie 6 zwischen Leipzig und Chemnitz neue Akkumulatortriebwagen des Typs Alstom Coradia Continental BEMU zum Einsatz kommen, die vom Verkehrsverbund Mittelsachsen beschafft werden. Mit den für 160 km/h zugelassenen Zügen soll die Fahrzeit zwischen beiden Großstädten wieder unter eine Stunde sinken. Nach Abschluss der geplanten Streckenelektrifizierung können die Züge, die eine vollständige Ausrüstung für Oberleitungsbetrieb erhalten, ohne Umbau weiter genutzt werden.[veraltet]
Die geplante Auslieferung der neuen Fahrzeuge verzögerte sich jedoch. Daher kommen nun gebrauchte Doppelstockwagen zum Einsatz, da im Kulturhauptstadtjahr 2025 es eine Blamage für Chemnitz und die Region wäre, wenn noch die alten Züge der DR zum Einsatz kämen. Jedoch werden hierbei nur zwei der drei Wagen für Reisende freigegeben, da die Luftqualität in dem Wagen hinter der Diesellokomotive aufgrund angesaugter Dieselabgase problematisch ist. Auch LINT 41 der bayerischen Regiobahn kommen zum Einsatz. Die gemieteten Züge sind jedoch sehr störungsanfällig. Fast jeder dritte Zug fällt aus, viele weitere fahren mit Verspätungen. Daher wird die Verbindung derzeit durch einen Bus ergänzt, der ohne Zwischenhalt zwischen Leipzig und Chemnitz verkehrt.

## Zugverkehr

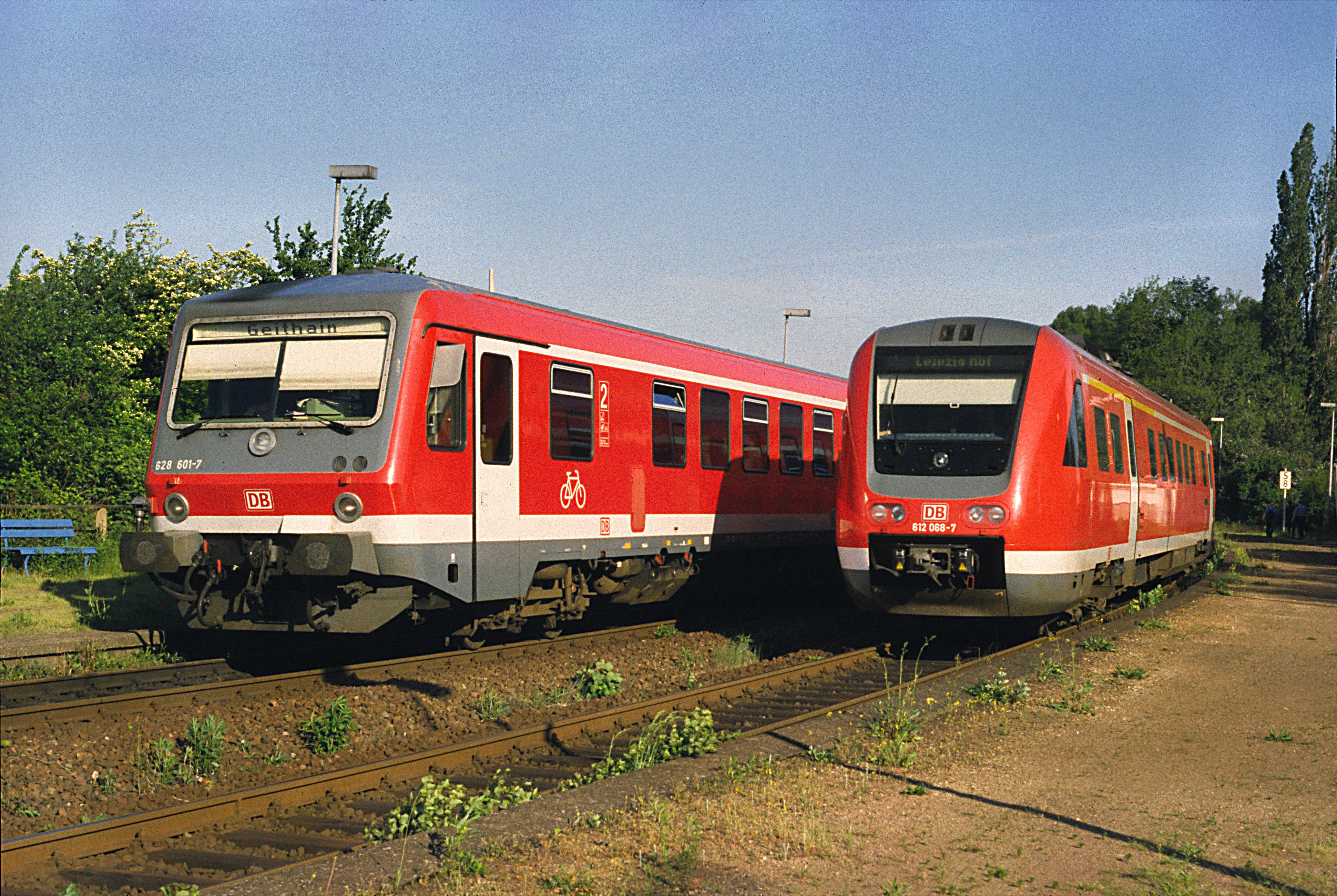
Zugkreuzung in Engelsdorf Werkstätten im Jahr 2000

Heute verkehren auf der Strecke Leipzig–Geithain nur noch Züge des Schienenpersonennahverkehrs, die vom Zweckverband für den Nahverkehrsraum Leipzig bestellt und finanziert werden. Mit dem Regional-Express RE6 (Chemnitz-Leipzig-Express) (seit Fahrplanwechsel im Dezember 2015: Transdev Regio Ost unter der Marketingbezeichnung Mitteldeutsche Regiobahn) besteht ein stündliches, schnelles Zugangebot zwischen Leipzig Hbf, Bad Lausick und Geithain. Diese Züge verkehren weiter nach Chemnitz Hbf. Ergänzt wird dieses Angebot durch die alle Unterwegshalte bedienenden, ebenfalls stündlich verkehrenden Nahverkehrszüge der Relation Leipzig–Geithain (seit 12. Juni 2016: DB Regio Südost, zuvor viele Jahre Transdev Regio Ost).

## Streckenbeschreibung

### Verlauf

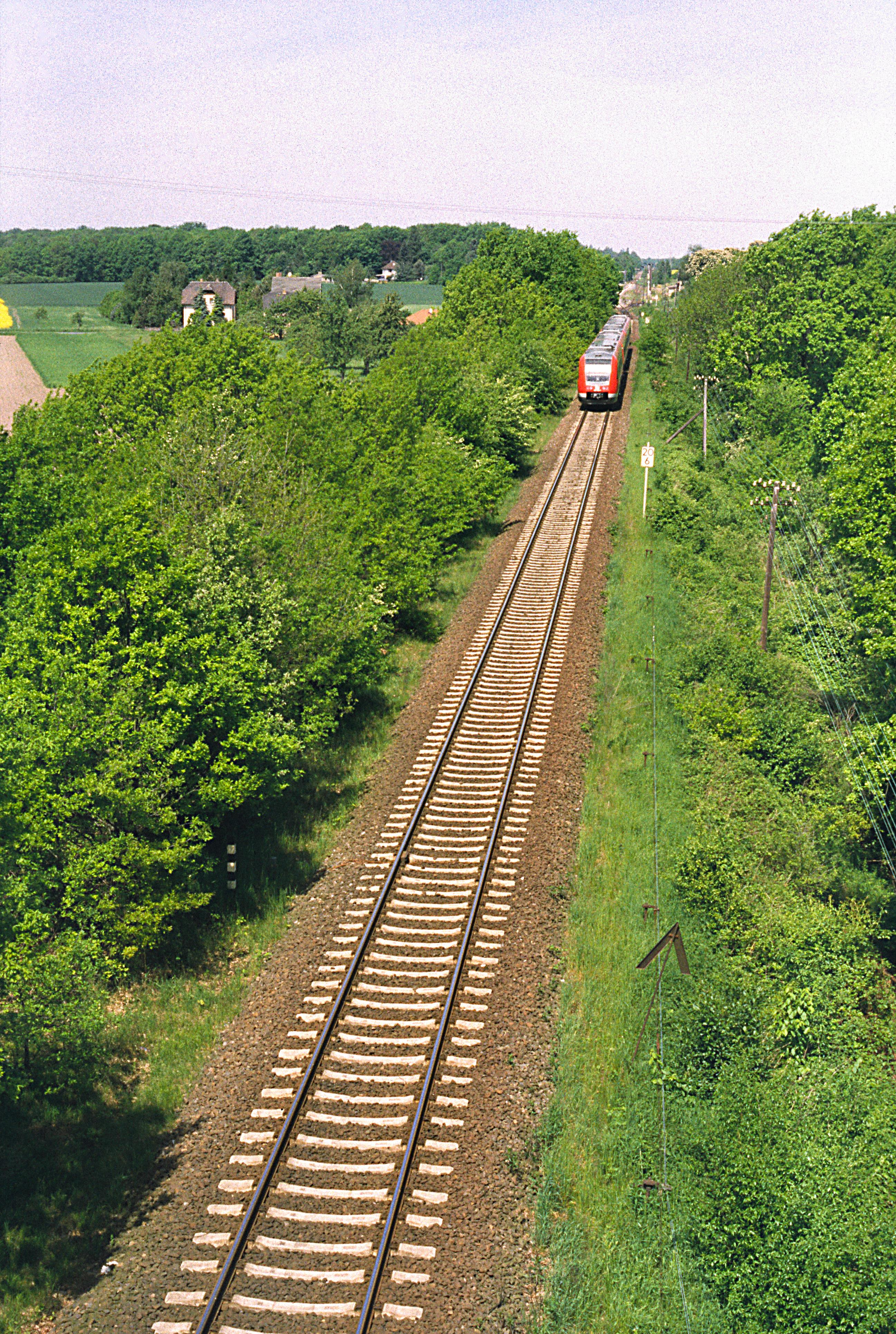
Strecke bei Belgershain mit Triebwagen der Baureihe 612, typisch für den ersten Streckenabschnitt bis Bad Lausick sind die langen Geraden

Ihren Ausgangspunkt hat die Bahnstrecke im Leipziger Hauptbahnhof. Zunächst verläuft die Strecke in östlicher Richtung parallel zur Bahnstrecke Leipzig–Dresden. Nach dem Haltepunkt Paunsdorf fädelt die Strecke Richtung Süden aus. Ab Liebertwolkwitz verläuft die Strecke in Richtung Südosten bis zum Bahnhof Geithain.

### Betriebsstellen
Leipzig Hbf ⊙
Nach der Eröffnung des von 1902 bis 1915 gebauten Hauptbahnhofs Leipzig nahm die Strecke nun im neuen Zentralbahnhof ihren Ausgangspunkt. Zuvor war die Strecke in den Dresdner Bahnhof eingebunden.
Leipzig Werkstättenstraße ⊙
Der Haltepunkt befindet sich nördlich der Brücke der Geithainer Straße über die Bahnstrecke. Er verfügt über zwei Seitenbahnsteige, die durch einen niveaugleichen Bahnübergang miteinander und auch mit der Werkstättenstraße verbunden sind. Der Haltepunkt hieß erst „Engelsdorf West“, später dann „Engelsdorf Werkstätten“ in Anlehnung an das angrenzende Bahnbetriebs- und Reichsbahnausbesserungswerk. Am 11. Dezember 2016 wurde er in Leipzig Werkstättenstraße umbenannt.
Leipzig Mölkau ⊙

Der Haltepunkt wurde am 2. Mai 1887 als unter dem Namen Zweinaundorf eröffnet. Am 1. Januar 1934 wurde Zweinaundorf nach Mölkau eingemeindet und der Haltepunkt zum 7. Oktober 1934 in Mölkau umbenannt. Er verfügte über zwei Seitenbahnsteige an der damals noch zweigleisigen Strecke und ein Empfangsgebäude mit Fahrkartenausgabe. Zum 1. Mai 1966 wurde der Haltepunkt in einen unbesetzten Haltepunkt umgewandelt. Am 14. Dezember 2003 erfolgte die Umbenennung in Leipzig Mölkau.
Leipzig Holzhausen ⊙

Der Haltepunkt wurde 1887 eröffnet. Zum 1. Oktober 1901 wurde der bislang nur dem Personen- und Gepäckverkehr dienende Haltepunkt zur Haltestelle mit Güterverkehr erhoben und trug fortan den Namen Holzhausen-Zuckelhausen. Der Bahnhof verfügte über insgesamt 5 Gleise, davon ein Ladegleis, sowie über 2 Bahnsteige, ein Seitenbahnsteig an Gleis 1 und ein Inselbahnsteig zwischen Gleis 2 und 3. Zum 1. Dezember 1934 änderte sich der Name zu Holzhausen (Sachs). Mit Wirkung vom 1. Juli 1973 wurde der Bahnhof Holzhausen (Sachs) als örtliche Dienststelle aufgelöst und in einen besetzten Haltepunkt mit einer Ausweichanschlussstelle umgewandelt, welcher dem Bahnhof Liebertwolkwitz zugeordnet wurde. Zum 14. Dezember 2003 erfolgte die Umbenennung in Leipzig Holzhausen. Vom Bahnhof aus führte ein Anschlussgleis zur Firma Mitteldeutscher Feuerungsbau (vormals Fränkel & Viebahn).
Leipzig-Liebertwolkwitz ⊙

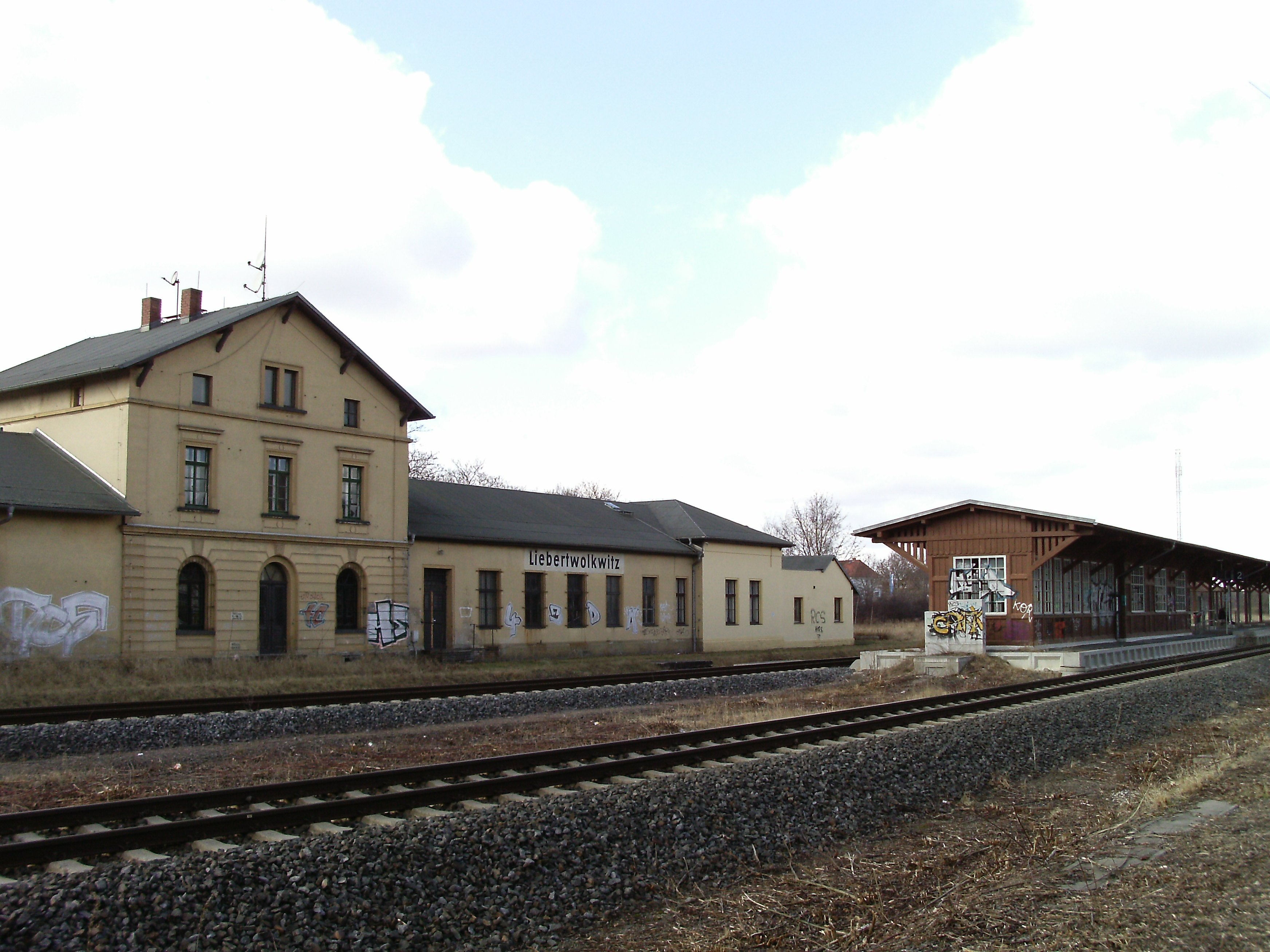
Empfangsgebäude mit Inselbahnsteig

Leipzig-Liebertwolkwitz (bis 13. Dezember 2003 nur Liebertwolkwitz) war anfangs neben Lausigk die bedeutendste Zwischenstation. Noch eröffnet als Haltestelle wurde Liebertwolkwitz am 1. Juli 1898 zum Bahnhof erhoben. Zahlreiche Industriebetriebe ließen sich in der unmittelbaren Bahnhofsumgebung nieder. Mehrfach musste die Station erweitert werden. Für den umfangreichen Güterverkehr wurde hier eine Kleinlok stationiert, für die ein entsprechender Schuppen gebaut wurde. Von 1913 bis 1946 war die Strecke von Leipzig bis Liebertwolkwitz zweigleisig, der darauf beruhende Richtungsbetrieb im Bahnhof blieb bis zum Umbau 2003 bestehen. Einige Berufsverkehrszüge endeten hier und mussten wegen des Richtungsbetriebes aufwändig umgesetzt werden. An Hochbauten waren ein Empfangsgebäude, ein Güterschuppen, zwei mechanische Stellwerke der Bauform »Bruchsal I« (von denen aus neben zahlreichen Weichen auch drei mechanische Vollschrankenanlagen bedient wurden), eine Signal- und Fernmeldewerkstatt und ein Beamtenwohnhaus vorhanden. Zeitweise hatte auch eine Bahnmeisterei hier ihren Sitz. Von Liebertwolkwitz aus wurden auch die Anschlüsse im 1971 aufgehobenen ehemaligen Bahnhof Holzhausen (Sachs) mit Übergabezügen bedient.
Mit der Wende 1989/90 ging der Güterverkehr drastisch zurück, in zwei Stufen wurde der Bahnhof auf die zwei Bahnsteiggleise zurückgebaut.
Die Hochbauten der Stellwerke Lt und Ls wurden beim Umbau 2003–2004 abgebrochen.
Großpößna ⊙

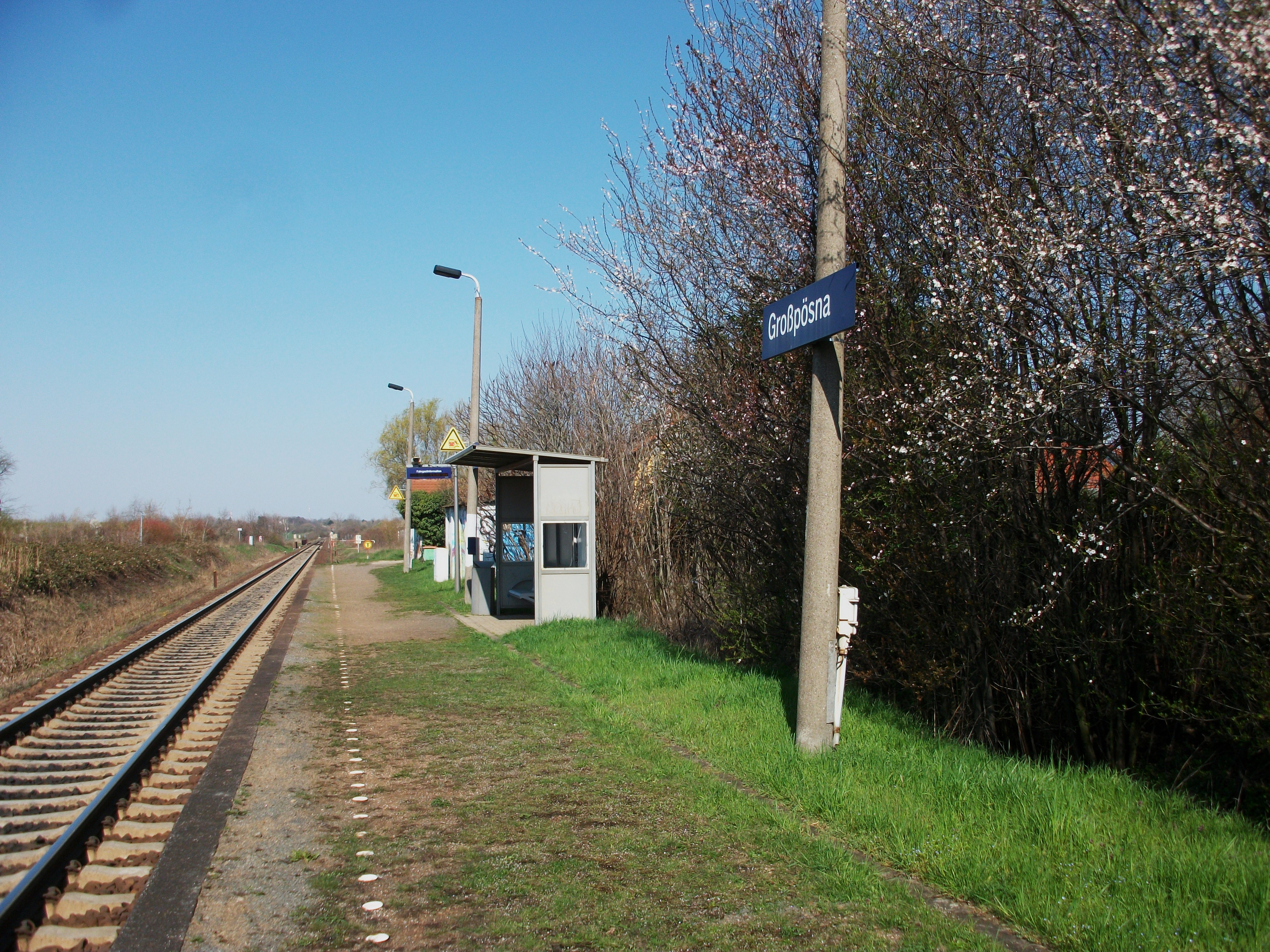
Haltepunkt Großpösna (2023)

Obwohl sich die Gemeinde Großpösna bereits beim Bahnbau um einen Haltepunkt bemühte, wurde dieser erst am 8. Oktober 1933 eröffnet. Zuvor hatte die Bahn die Einwohner immer auf die Station Liebertwolkwitz beziehungsweise später Oberholz beordert. Die Anlagen bestehen lediglich aus einem Bahnsteig auf dem hier nur vorbereiteten Planum für den in den 1920er Jahren abgebrochenen zweigleisigen Ausbau und einer massiven Wartehalle. Der direkt am Haltepunkt gelegene Bahnübergang Posten 16, der bis 1982 mit einer mechanischen Vollschranke und danach durch eine Halbschrankenanlage der Bauform Hs 64b gesichert wurde, wurde während der Vollsperrung 2003 bis 2004 durch eine etwas nördlich gelegene Brücke ersetzt. Gleichzeitig entstand die wenige Meter danebenliegende Brücke über die erst später gebaute Autobahn A 38.
Oberholz ⊙

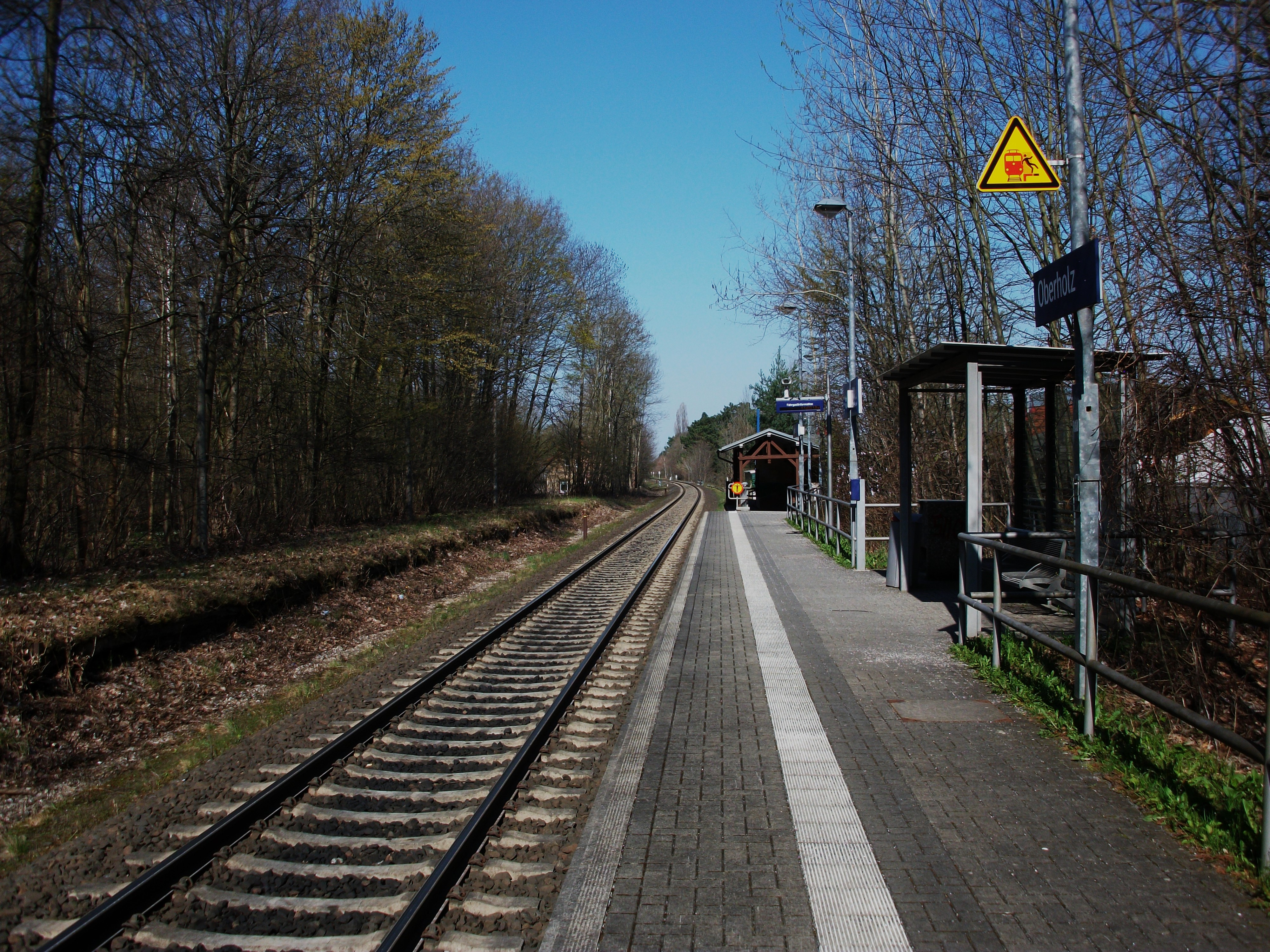
Haltepunkt Oberholz (2023)

Der Haltepunkt Oberholz im Süden von Großpösna verdankt seinem Namen dem südlich der Station gelegenen Waldgebiet Oberholz. Eröffnet wurde die Station am 20. April 1893, wodurch die Station vierzig Jahre älter als der nördlich gelegene Haltepunkt Großpösna ist. Am 1. Oktober 1916 wurde die Station Oberholz zum Bahnhof ernannt. Im Jahr 1924 folgte nach einer kurzfristigen Herabstufung zum Haltepunkt die erneute Widmung zum Bahnhof. Er erhielt ein mechanisches Stellwerk in einem besonderen Gebäude südlich des noch heute genutzten Bahnsteiges. in den 1960er Jahren wurde es durch ein elektromechanisches Stellwerk mit Lichtsignalen ersetzt. Dieses wurde in das vorhandene Empfangsgebäude eingebaut. Das bisherige Stellwerksgebäude wurde abgebrochen. Sein Fundament war noch lange sichtbar. 1981 wurde der Bahnhof erneut geschlossen und das Kreuzungsgleis abgebaut. Der Wegübergang Posten 17 auf dem bisherigen Südkopf blieb ein Jahr technisch nicht gesichert, für die Züge bestand eine Langsamfahrstelle mit 10 km/h. Im März 1982 ging eine zugbediente Haltlichtanlage Hs 64b in Betrieb. Das Relaisgestell befand sich im bisherigen Relaisraum des Stellwerkes und damit mehrere hindert Meter vom Überweg entfernt. Beim Umbau der Strecke 2003 und 2004 wurde sie durch eine Halbschrankenanlage der Bauart RBÜT ersetzt. Der heutige Haltepunkt verfügt über einen Bahnsteig und eine hölzerne Wartehalle, welche das Vereinsdomizil der Freunde der Eisenbahn Großpösna e. V. ist.
 Belgershain ⊙

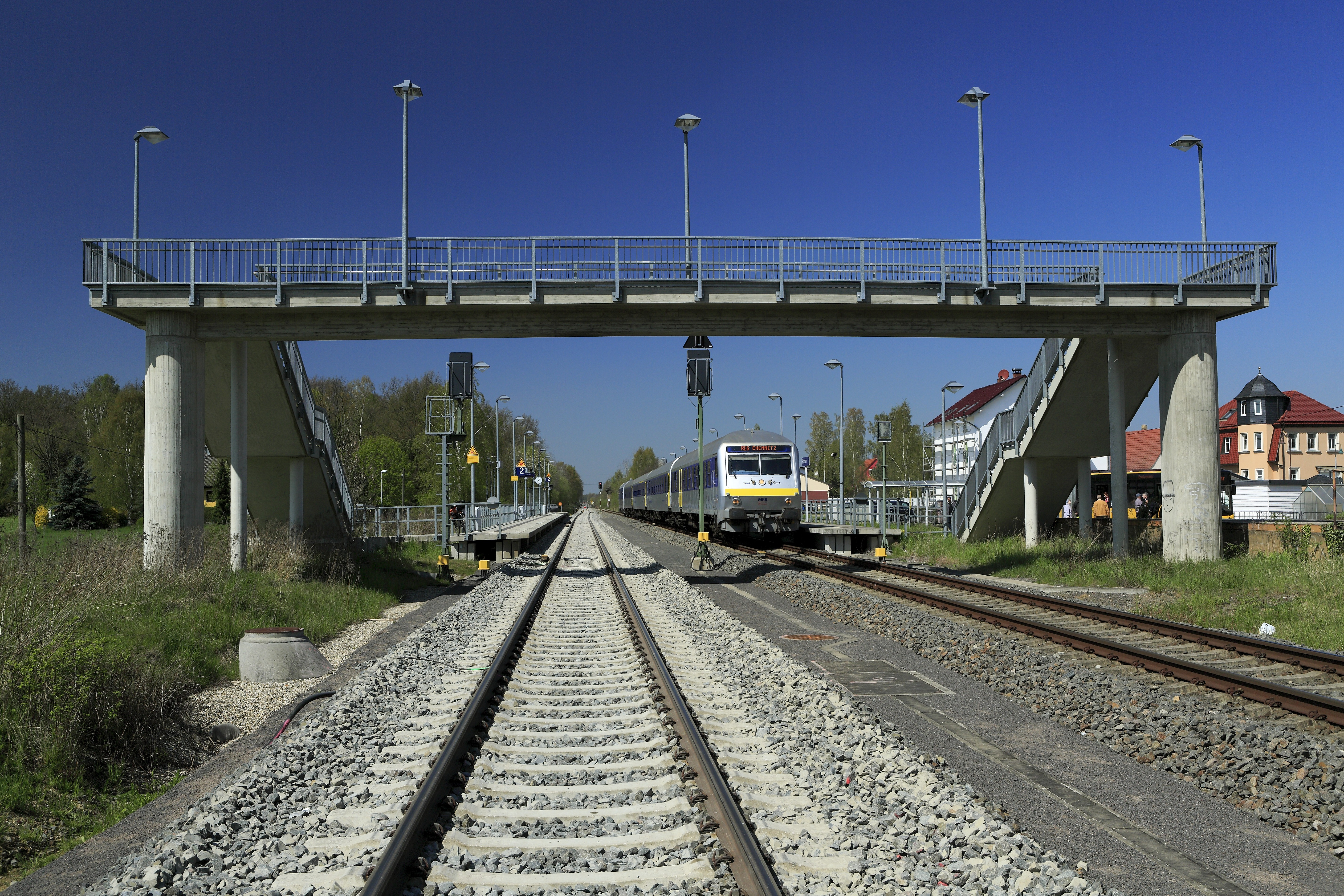
Bahnhof Belgershain

Zunächst war der Bahnhof Belgershain nur eine Haltestelle, erst am 1. Mai 1905 wurde die Station zum Bahnhof erhoben. Da zahlreiche umliegende Ortschaften die Bahnstation mit nutzten, musste bis um 1900 die Station erweitert werden. Für den Güterverkehr waren eine Ladestraße, ein Güterschuppen und eine Seitenrampe vorhanden. Im zweistöckigen Empfangsgebäude waren die Gepäck- und Fahrkartenausgabe sowie das Befehlsstellwerk Bn untergebracht. An weiteren Hochbauten errichtete man das Wärterstellwerk Bw und ein Bahnwohnhaus. In den 1930er Jahren besaß die Ortschaft mit nur rund 700 Einwohnern sogar Anschluss ans Fernverkehrsnetz, als im Bahnhof mit drei Hauptgleisen einige Eilzüge kreuzten. Das dritte Hauptgleis wurde nach Kriegsende abgebaut.
Auch heute hat Belgershain noch Funktion als Kreuzungsbahnhof, obwohl bei der Streckensanierung in den 1990er Jahren alle verbliebenen Gleise bis auf zwei entfernt wurden. Der Zwischenbahnsteig am durchgehenden Hauptgleis wurde beim Umbau 2003–2004 abgebrochen, dadurch war im Bahnhof Belgershain trotz Stundentakt nur bei jedem zweiten Zug ein Verkehrshalt möglich. Die unbefriedigende Situation wurde erst im Jahr 2009 durch den Bau eines zweiten Außenbahnsteiges und einer Fußgängerbrücke verbessert.
Otterwisch ⊙

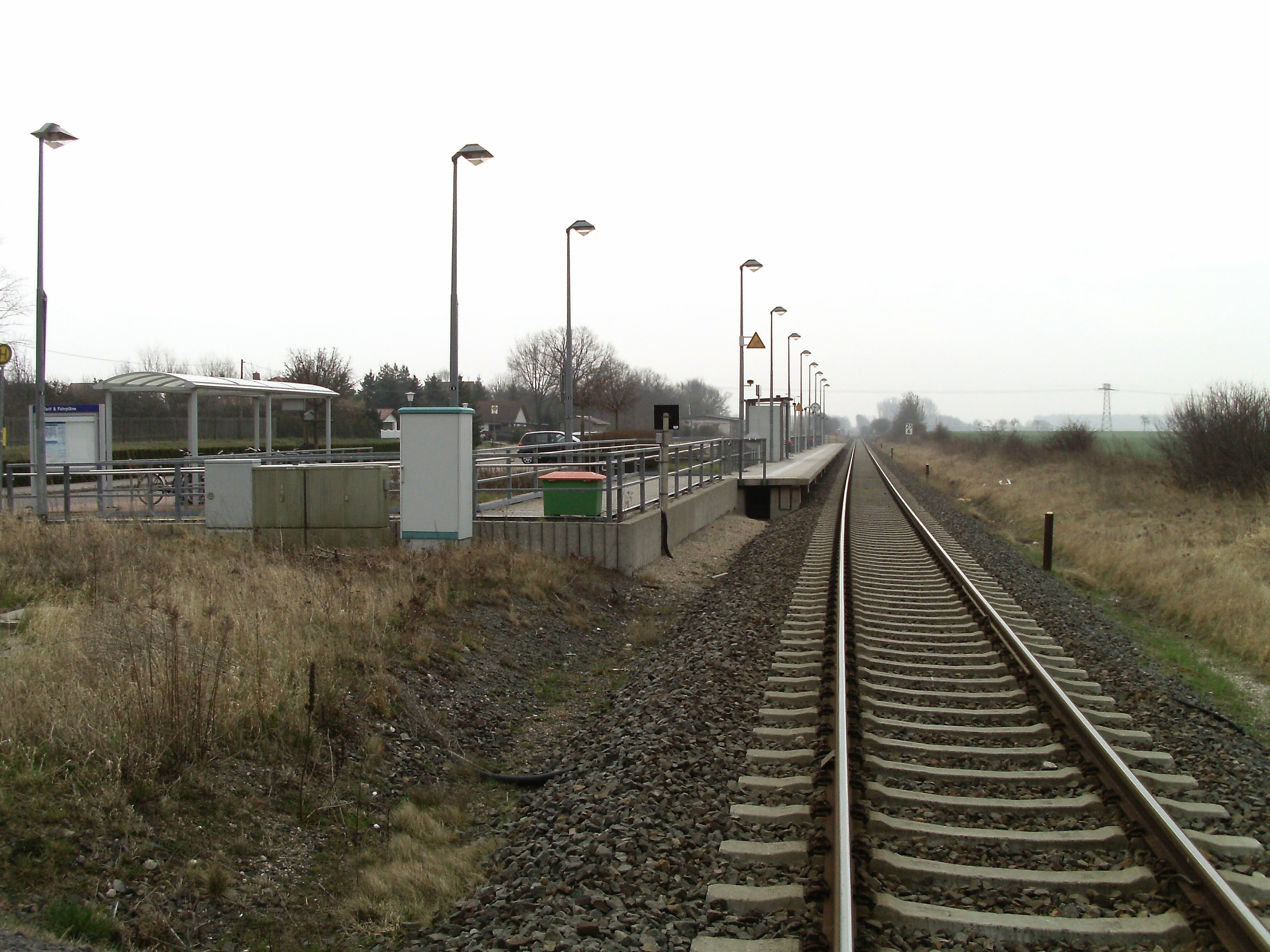
Haltepunkt Otterwisch (2012)

Die Haltestelle Otterwisch ging mit der Eröffnung der Bahnstrecke Leipzig–Geithain am 2. Mai 1887 in Betrieb. Am 1. Mai 1905 wurde die Station ein Bahnhof. Die Station verfügte über ein Empfangsgebäude, einen Güterschuppen, eine Laderampe und einen Abort. Weiterhin besaß der Bahnhof zwei Stellwerke, welche im Juni 2003 aufgelassen und 2005 abgebrochen wurden. Nach dem Rückbau der Gleisanlagen und des Empfangsgebäudes besitzt der nunmehrige Haltepunkt Otterwisch lediglich ein Durchgangsgleis mit einer Wartehalle.
Lauterbach-Steinbach ⊙

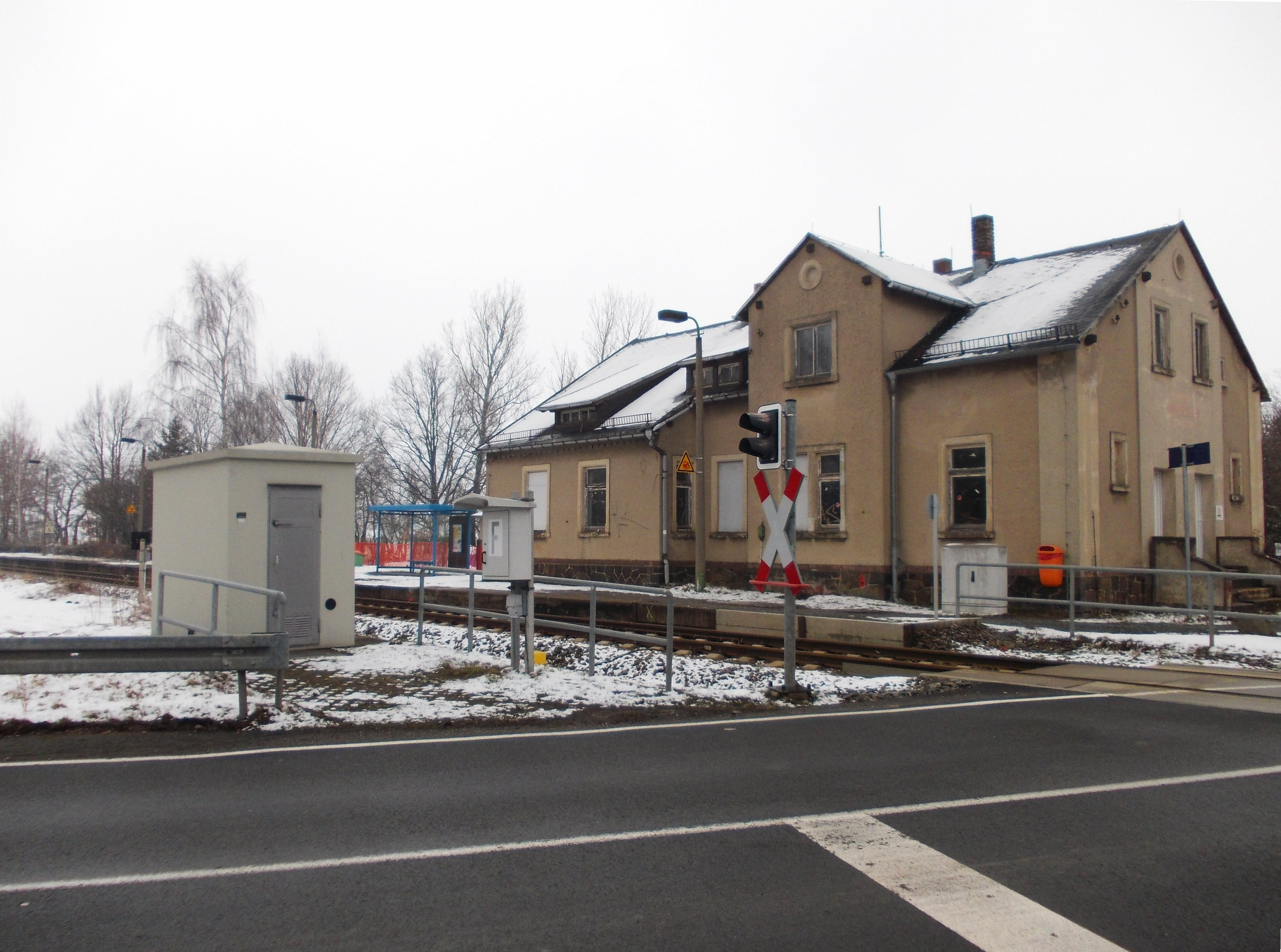
Haltepunkt Lauterbach-Steinbach (2013)

Die Haltestelle Lauterbach-Steinbach ging mit der Eröffnung der Bahnstrecke Leipzig–Geithain am 2. Mai 1887 in Betrieb. Am 1. Mai 1905 wurde die Station ein Bahnhof, aber bereits am 1. September 1933 wieder zur Haltestelle degradiert und später lediglich als Haltepunkt geführt. Die Station, welche sich am Nordwestrand von Lauterbach an der Straße nach Steinbach befindet, verfügte ursprünglich über ein Empfangsgebäude, ein Wirtschaftsgebäude, einen Wagenkasten, einen Abort und eine Laderampe. Die Laderampe wurde 1964 abgerissen, das Stellwerk im Jahr 2003 aufgelassen.
Bad Lausick ⊙

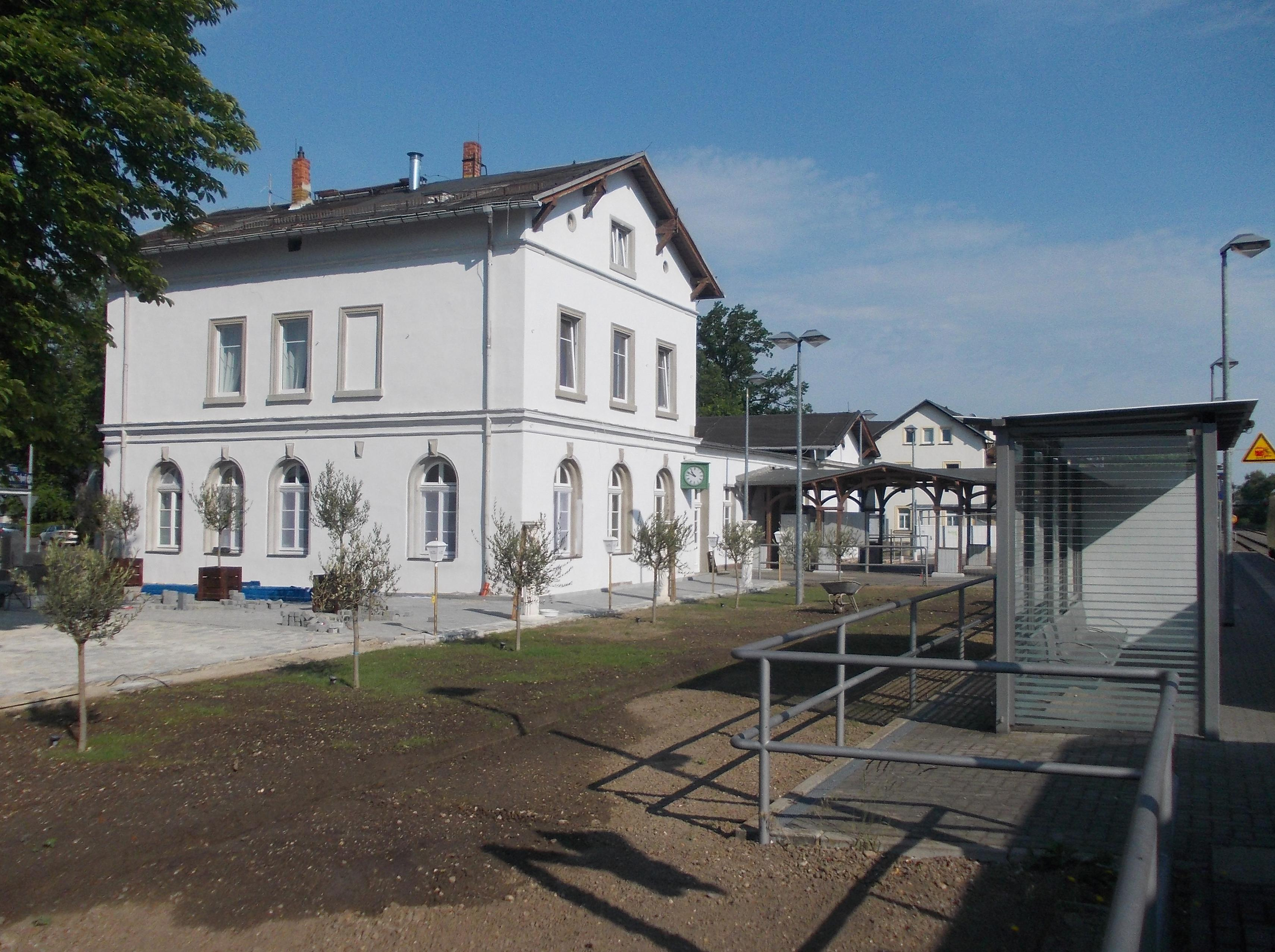
Bahnhof Bad Lausick, Empfangsgebäude (2015)

Neben Liebertwolkwitz war der Bahnhof Lausigk bei der Betriebseröffnung die wichtigste Zwischenstation der Bahnstrecke. Anfangs mit fünf Gleisen ausgestattet, wurde der Bahnhof bald aufgrund der gestiegenen Verkehrsleistungen erweitert. Unter anderem durch den Bahnanschluss entwickelte sich Lausigk zum Kurort, bis zum Ende des Ersten Weltkriegs hielten die auf der Strecke verkehrenden Schnellzüge hier nicht.
Bereits Anfang der 1920er Jahre wurde der Bahnhof für die lange geplante „Querbahn“ Borna–Großbothen umgebaut. Diese Strecke wurde erst 1937 eröffnet, aber bereits 1947 als Reparationsleistung wieder abgebaut.
In den 2000er Jahren wurden die noch verbliebenen Gleisanlagen bis auf zwei Gleise radikal zurückgebaut, allerdings dient Bad Lausick noch heute als Kreuzungsbahnhof.
Hopfgarten (Sachs) ⊙

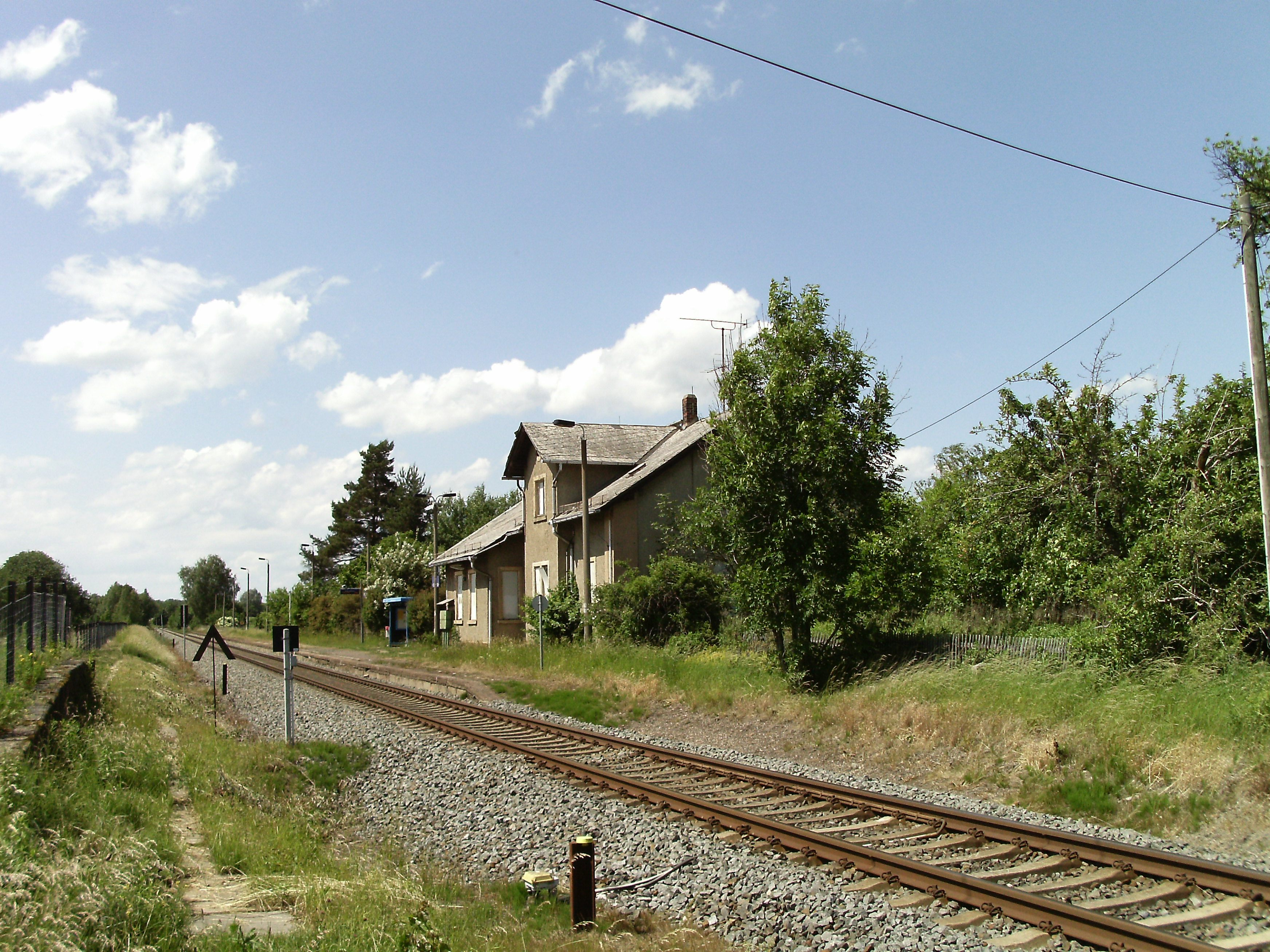
Haltepunkt Hopfgarten, rechts das ehemalige Empfangsgebäude, 2012

Die Station trug während seiner Betriebszeit schon vier unterschiedliche Namen, im Einzelnen waren dies:
- Anfangs: Hopfgarten
- bis 30. Juni 1911: Hopfgarten i Sachsen
- bis 21. Dezember 1933: Hopfgarten (Sa)
- seit 22. Dezember 1933: Hopfgarten (Sachs)

Zunächst war Hopfgarten nur Haltestelle, am 1. Mai 1905 wurde die Station zum Bahnhof erhoben. Außer einem Ladegleis bestanden vorerst fast keine weiteren Anlagen. Erst als um 1915 zwischen Bad Lausick und Geithain aufgrund der gestiegenen Zugdichte eine Kreuzungsmöglichkeit gebraucht wurde, baute man den Bahnhof Hopfgarten aus. Nach dem Ausbau besaß Hopfgarten drei Gleise mit neun Weichen, ein Empfangsgebäude, ein Stellwerk und einen Güterschuppen. Zudem existierten eine Ladestraße und eine Verladerampe.
Am 1. Juni 1987 wurden Hopfgarten zum Haltepunkt zurückgestuft und alle Gleise bis auf das durchgehende Streckengleis abgebaut. Im Güterverkehr war die Station aber schon zuvor praktisch bedeutungslos. Zur Sicherung der fahrplanbedingten Zugfolge wurde bei Hopfgarten um 2010 eine Blockstelle eingerichtet.
Tautenhain ⊙

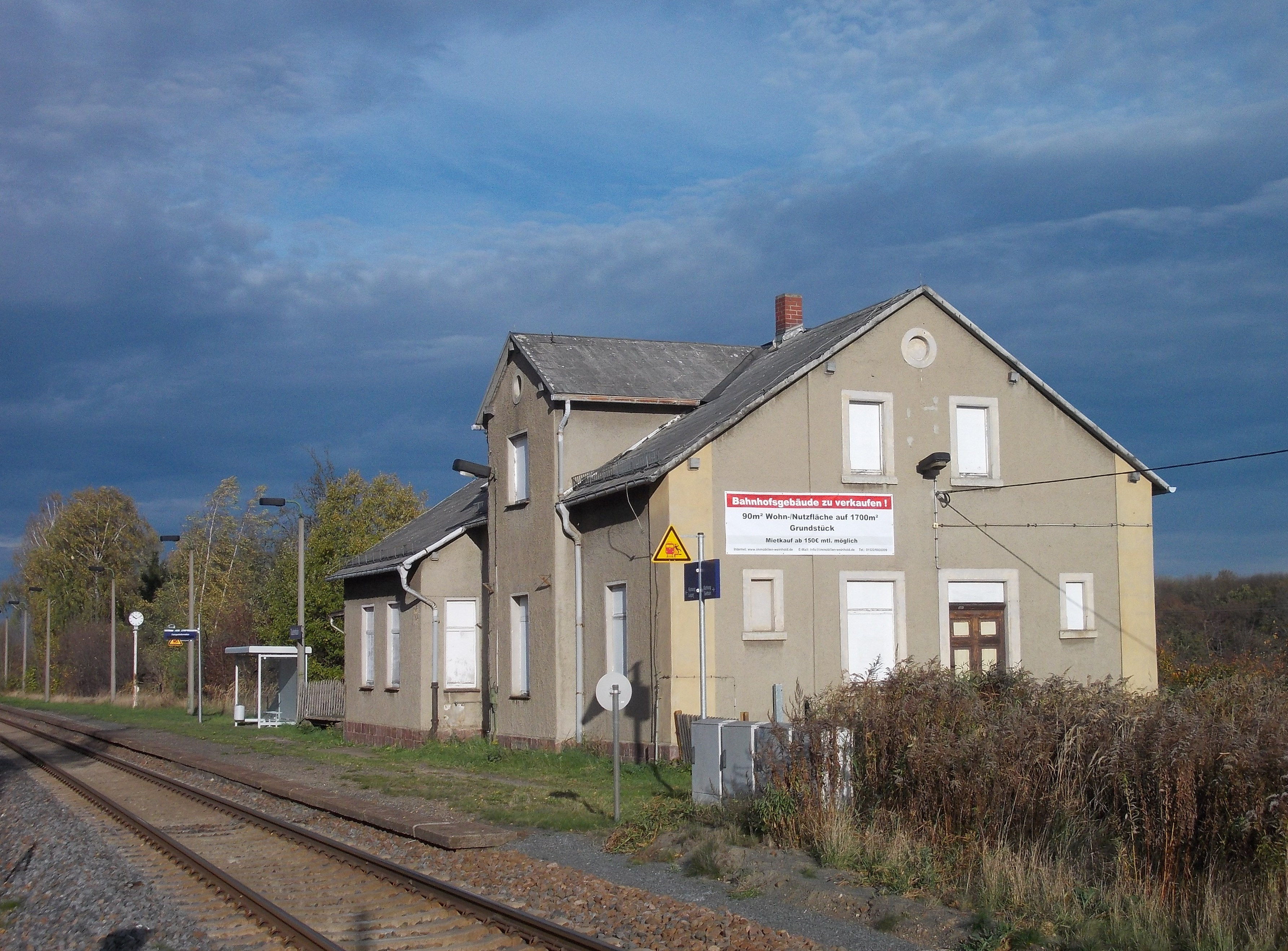
Haltepunkt Tautenhain (2013)

Ähnlich wie Hopfgarten war Tautenhain ursprünglich nur eine Haltestelle. Am 1. Mai 1905 wurde Tautenhain Bahnhof, aber bereits am 1. September 1933 wieder zur Haltestelle degradiert. Heute liegt am Haltepunkt nur noch das durchgehende Hauptgleis. Das Empfangsgebäude und der Güterschuppen sind ebenfalls noch erhalten.
Geithain ⊙

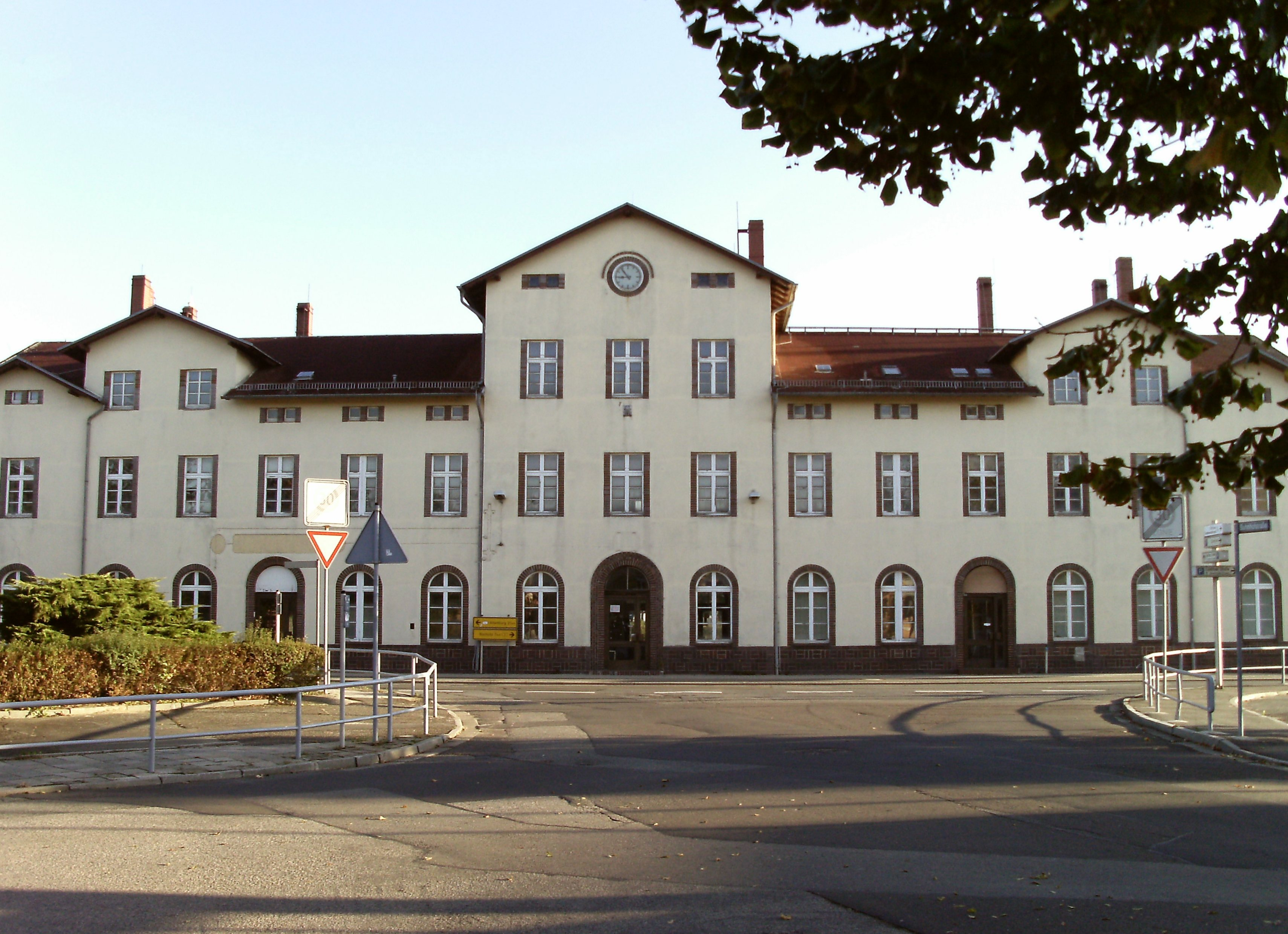
Empfangsgebäude des Bahnhofs Geithain, 2011

Zunächst nur Durchgangsbahnhof an der Strecke Kieritzsch–Chemnitz, wurde der Bahnhof Geithain vor Inbetriebnahme der Bahnstrecke Leipzig–Geithain vollständig umgebaut. Zusätzlich entstand eine Lokstation. Auch im Güterverkehr hatte Geithain eine größere Bedeutung, da seit Ende des 19. Jahrhunderts im Bahnhof große Mengen Baumaterial der naheliegenden Ziegeleien und Steinbrüche verladen wurden.
Das heutige Aussehen erhielt das Bahnhofsgelände ab 2002, als mit dem Streckenausbau Leipzig–Chemnitz große Teile des Bahnhofs zurückgebaut wurden. Vom hier stehenden elektronischen Stellwerk der Bauart Thales wird seit Dezember 2004 die gesamte Strecke ab Mölkau und zusätzlich die Strecken Neukieritzsch–Chemnitz zwischen Frohburg und Wittgensdorf Mitte sowie die ebenfalls zum Regionalnetz Mittelsachsen gehörende Strecke Borsdorf–Coswig zwischen Naunhof und Leisnig gesteuert.